# Brynndammen
Brynndammen är en sjö i Härjedalens kommun i Härjedalen och ingår i Ljusnans huvudavrinningsområde. Sjön har en area på 0,0948 kvadratkilometer och ligger 657,7 meter över havet.

## Delavrinningsområde
Brynndammen ingår i det delavrinningsområde (693456-139791) som SMHI kallar för Mynnar i Norr-Veman. Medelhöjden är 661 meter över havet och ytan är 22 kvadratkilometer. Det finns inga avrinningsområden uppströms utan avrinningsområdet är högsta punkten. Vattendraget som avvattnar avrinningsområdet har biflödesordning 4, vilket innebär att vattnet flödar genom totalt 4 vattendrag innan det når havet efter 314 kilometer. Avrinningsområdet består mestadels av skog (80 procent) och sankmarker (12 procent). Avrinningsområdet har 0,09 kvadratkilometer vattenytor vilket ger det en sjöprocent på 0,4 procent.